# Bobrowice (powiat krośnieński)
Bobrowice (dawna niem. nazwa Bobersberg) – wieś w Polsce położona w województwie lubuskim, w powiecie krośnieńskim, w gminie Bobrowice, w Dolinie Dolnego Bobru, nad Bobrem i Kanałem Dychowskim. Siedziba gminy Bobrowice. Dawniej miasto.

## Historia
Pierwsza zachowana wzmianka o wsi Bobersberg pochodzi z 1329 roku i w tym czasie Henryk żagański oddał ziemie wraz z Bobrowicami w lenno Janowi Luksemburskiemu. Wskutek podziału księstwa głogowskiego w 1378 roku, Bobrowice znalazły się w dzielnicy żagańskiej. Bartosz Wezenborg został wymieniony w 1454 roku jako pan Bobrowic. Źródła z 1429 roku, a następnie z 1459 poświadczają istnienie na terenie wsi zamku i wówczas okręg bobrowicki wraz z warownią został przez Otto Landsberga przekazany Henrykowi X. Z kolei książę nadał te dobra rodzinie von Knobelsdorff. Źródła wspominały pod koniec XV stulecia o innych właścicielach dóbr na terenie wsi – rodzinie Storckwitzów, a na początku XV wieku Tschirnitzów. W roku 1613 śląski regionalista i historyk Mikołaj Henel z Prudnika wymienił miejscowość w swoim dziele o geografii Śląska pt. Silesiographia podając jej łacińską nazwę: Bobersberga. W Bobrowicach w 1648 roku wybuchł pożar, który zniszczył całą osadę z wyjątkiem kościoła. Prawdopodobnie spalił się wówczas zamek. Pod koniec XVII wieku na wyższym miejscu zbudowano nowe osiedle. W 1735 roku założono Przedmieście Krośnieńskie, w którym osiedlili się saksońscy sukiennicy. Osada liczyła na przełomie XVIII i XIX wieku 171 domów i około 1000 mieszkańców, a w połowie XIX wieku wzrosła do 1500. W 1809 r. Bobrowice odzyskały prawa miejskie, w 1945 r. ponownie je utraciły. Zachował się do dziś historyczny układ urbanistyczny ze starymi elementami zabudowy mieszkalnej. Od 1945 do 1946 używano nazwy Bobrowiec, obecną nazwę wsi zatwierdzono administracyjnie 12 listopada 1946.
W latach 1954–1972 wieś należała i była siedzibą władz gromady Bobrowice. W latach 1975–1998 miejscowość należała administracyjnie do województwa zielonogórskiego.

## Zabytki
Do wojewódzkiego rejestru zabytków wpisane są:
- kościół ewangelicki, obecnie rzym.-kat. parafialny pw. Podwyższenia Krzyża Świętego. Nie zachowała się tu niestety starsza budowla, która była zbudowana z cegły w późnym średniowieczu[8]. Stan murów zaczął się pogarszać, więc została rozebrana i w latach 1853–1857 wzniesiono tu nową świątynię protestancką, według projektu berlińskiego architekta Augusta Stullera[8]. Po przejęciu kościoła przez społeczność katolicką w okresie powojennym kilkakrotnie go remontowano. W latach siedemdziesiątych XX wieku wymieniono łupkowe pokrycie dachu na blachę ocynkowaną oraz posadzki i żyrandole wewnątrz. Zlikwidowano również empory boczne. Jest to neogotycka trójnawowa budowla bazylikowa z eliptyczną apsydą po wschodniej i czworoboczną wieżą oraz arkadowym krużgankiem po zachodniej stronie[8]. Jego korpus fest nakryły dachami dwuspadowymi i pulpitowymi. Smukłą wieżę z wnękami i zegarem wieńczy strzelisty hełm ostrosłupowy. We wnętrzu posiada strop belkowy, a nawy zostały wydzielone przez filary. Wspierają one pięć arkad. Przetrwały do dziś elementy jego zabytkowego wyposażenia: ambona, organy wykonane przez G. Heinze z Żar, ławki, fotel w prezbiterium, mechanizm zegara wieżowy i trzy dzwony[8].
- domy nr 19, 29, 144, 145, z XVIII-XIX w.[9]